# Troye-d'Ariège
Troye-d'Ariège är en kommun i departementet Ariège i regionen Occitanien i södra Frankrike. Kommunen ligger  i kantonen Mirepoix som ligger i arrondissementet Pamiers. År 2022 hade Troye-d'Ariège 110 invånare.

## Befolkningsutveckling
Antalet invånare i kommunen Troye-d'Ariège
Referens: INSEE